# アサンドロス
アサンドロス（古代ギリシア語: Άσανδρoς、ラテン文字転記：Asandros、紀元前4世紀、生没年不明）は、アレクサンドロス3世に仕えた将軍であり、その死後のディアドコイの一人である。

## アレクサンドロスの下で
アサンドロスはフィロタスの子であり、フィリッポス2世、アレクサンドロス3世の2代に亘って仕えた重臣パルメニオンの兄弟である。彼はアレクサンドロスの東征に参加し、紀元前324年のサルディス無血占領時には王によってスピトリダテス（ペルシア王ダレイオス3世下のリュディア・イオニア太守）の太守領であったリュディアとその他の太守に任じられ、同時に支配を維持するのに十分なだけの騎兵と軽装歩兵とその指揮権もまた与えられた紀元前328年の初めにはアサンドロスとネアルコス（当時はリュキア、パンピュリア太守）はギリシア人傭兵をその時ザリアスパにいた王の元まで引率してきた。

## アレクサンドロス死後
紀元前323年のアレクサンドロスの死後の帝国の属領と地位の分割（バビロン会議）では、アサンドロスはカリアの太守位を得た。摂政のペルディッカスと彼に不満を持つ諸将との間で戦争が起こると、アンティパトロスによって派遣されたアサンドロスはペルディッカス派の将軍アッタロス、アルケタスと戦ったが、彼らに敗れた。ペルディッカス死後の紀元前321年に開かれたトリパラディソスの軍会でアサンドロスはこれまでの地位を維持した。
紀元前315年、小アジアでのアスクレピオドロス（カッサンドロスの将軍）、アサンドロスに対してアンティゴノスが甥のプトレマイオスを小アジアに送ると、アサンドロスはプトレマイオス1世からの援軍を受けつつプトレマイオスと戦った。
紀元前313年、アンティゴノスは自らアサンドロスに対して軍を率いて向い、降伏させた。アンティゴノスはアサンドロスに対して沿岸のギリシア都市の自由を復活させ、カリアの太守位をアンティゴノスに譲り、人質として兄弟のアガトンを差し出すという条件の講和の締結を強いた。しかし数日後アサンドロスはこの屈辱的な協定を破り、アンティゴノスの手からアガトンを取り戻そうとし、プトレマイオスとセレウコスに助力の使節を送った。アンティゴノスはアサンドロスのこの行動に憤慨し、すぐに軍を送り、アンティゴノスによってカリアは完全に征服された。この時を境にアサンドロスは歴史の表舞台から消え、その後の彼の消息は不明である。

## 註
1. ↑  アッリアノス, I. 17
2. ↑  ibid, IV. 7
3. ↑  ディオドロス, XVIII. 3
4. 1 2  フォティオス, cod. 92
5. ↑  ディオドロス, XVIII. 39
6. ↑  ユスティヌス, XIII. 4
7. ↑  ディオドロス, IX. 62, 68
8. ↑  ibid, XIX. 75